# Kura kurgu
Kura kurgu este o arie protejată (arie de protecție specială avifaunistică — SPA) din Estonia întinsă pe o suprafață de 193.979,2 ha, integral pe uscat.

## Localizare
Centrul sitului Kura kurgu este situat la coordonatele 57°58′47″N 22°19′09″E / 57.9796°N 22.3192°E.

## Înființare
Situl Kura kurgu a fost declarat arie de protecție specială avifaunistică în aprilie 2004 pentru a proteja 36 de specii de animale.

## Biodiversitate
Situată în ecoregiunile boreală și marină baltică, aria protejată nu include niciun habitat protejat.
La baza desemnării sitului se află mai multe specii protejate de  păsări (36): alca (Alca torda), rață sulițar (Anas acuta), rață lingurar (Anas clypeata), rață pitică (Anas crecca), rață fluierătoare (Anas penelope), rață mare (Anas platyrhynchos), rață pestriță (Anas strepera), gâscă cenușie (Anser anser), stârc cenușiu (Ardea cinerea), pietruș (Arenaria interpres), Aythya marila, Branta bernicla, Branta leucopsis, Bucephala clangula, Calidris canutus, fugaci mic (Calidris minuta), Cepphus grylle, prundaș gulerat mare (Charadrius hiaticula), Clangula hyemalis, Cygnus columbianus bewickii, lebădă de vară (Cygnus olor), cufundar mic (Gavia stellata), pescăruș negricios (Larus fuscus), sitar de mal nordic (Limosa lapponica), rață catifelată (Melanitta fusca), ferestraș mic (Mergus albellus), ferestrașul mare (Mergus merganser), Mergus serrator, cormoran mare (Phalacrocorax carbo), ploier argintiu (Pluvialis squatarola), corcodel-urechiat (Podiceps auritus), corcodel mare (Podiceps cristatus), ciocântors (Recurvirostra avosetta), eider (Somateria mollissima), pescăriță mare (Sterna caspia), fluierar negru (Tringa erythropus).
Pe lângă speciile protejate, pe teritoriul sitului au mai fost identificate 3 specii de păsări, 1 specie de amfibieni.